# 手力雄神社 (岐阜市)
手力雄神社（てぢからおじんじゃ）は、岐阜県岐阜市にある神社である。
式内社の美濃国厚見郡比奈守神社とされているが、同じ岐阜市内の比奈守神社の説がある。現在の「比奈守神社」は明治元年「飛騨守神社」が改名したもの。新撰美濃誌には「比奈守神社今手力雄神社といふ」とある。

## 歴史
社伝によると貞観2年（860年）に鎮座したと伝えられる。一説ではこの地が木曽川の渡河点として重要であることを坂上田村麻呂が気づき、この地の防御点として築いたとされる。弘治年間には斉藤氏の祈願所になる。
中世には長森が戦略上の要所であることから、度々戦火に見舞われた。木曽川渡河点は手力雄神社鎮座地以外に無く、尾張以東の東海道の軍勢が京に上るには、この場所で木曽川を渡るしかなかった。従って信長父子は数次に亘って当所を攻めたが、湿地帯であることから大兵を用いることができず、断念。墨俣で陽動作戦を行う一方、鵜沼、前渡の川並衆を調略し、舟で各務原に渡った。信長公記には「新加納に布陣した。」とある。
慶長5年（1600年）の関ヶ原の戦い（前哨戦の米野の戦い）に際しては付近の一帯が戦場となったため境内一帯をほぼ焼失。境内地から数百メートル離れた鳥居だけが残り、そこに掲げられていた「古額」が宝物として保存されることになった。
元和2年（1616年）に本殿、元和6年（1620年）に幣殿、元和9年（1623年）に幣殿拝殿が再建された。幣殿と拝殿は明治13年（1880年）に、本殿は明治18年（1885年）に再度造営され、本殿はこの造営のさい流造から神明造に変更されている。なお、境内地は明治の地租改正の時に確定した。
かつては神仏習合による仏像仏具などを所有していた。明治初期の廃仏毀釈で全て廃棄されたが、薬師堂は願照寺（岐阜市蔵前にある浄土真宗の寺院）に移す。明治4年（1871年）に郷社となる。
現在の社殿は流造であり、平成18年（2006年）4月16日に着工され、平成20年（2008年）3月29日に竣工。同年3月30日に竣工奉祝祭が行われた。尚、境内の手水舎は大正14年（1925年）に建てられたものである。
1952年（昭和27年）10月に岐阜県神社庁より県神社庁長参向指定神社（金幣社）の指定を受ける。

## 境内と周辺
- 本殿・幣殿・拝殿
- 社務所

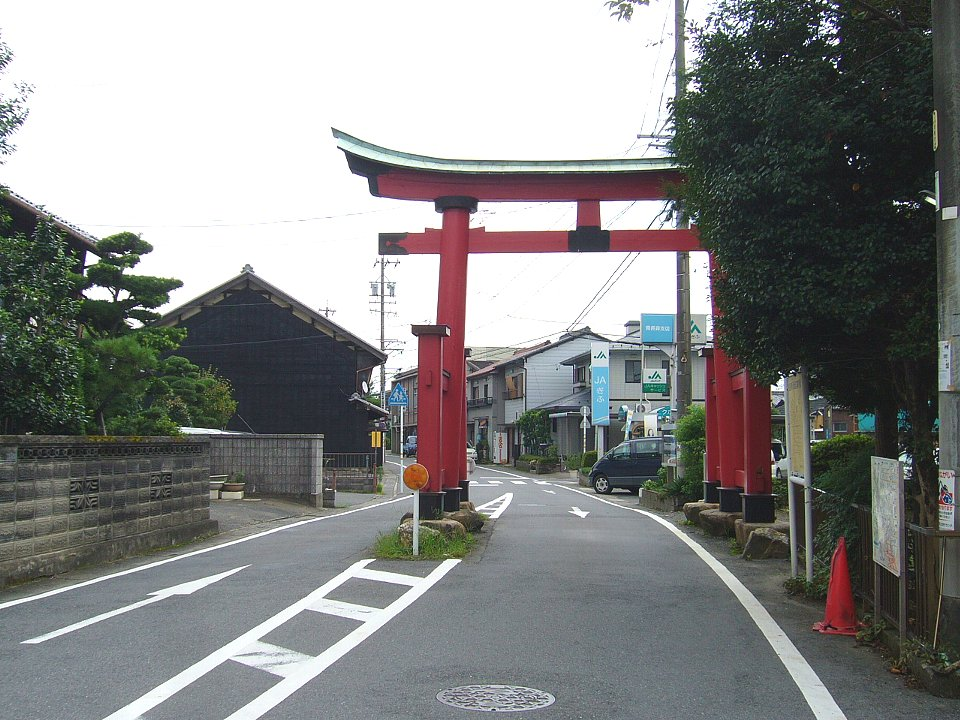
三の鳥居

- 一の鳥居：はるか大垣市赤坂にあるとされる。中山道が開設当時美濃赤坂から鵜沼まで舟航であった時代の名残。天正14年以後陸路になった。
- 二の鳥居：石造。中山道と手力雄神社参道との境。
- 三の鳥居：朱塗り。道路の半分を占める。道路は手力雄神社の参道で、私道。祭礼に使用しない時は市民に開放されている。

## 主な神事
春の大祭は、火薬や花火を仕込んだ神輿を裸男が担ぎ、火の粉を浴びつつ境内を練り歩く豪壮なもので「火祭」として著名。300年余の歴史を誇り（火祭の神事は、昭和34年まで秋の大祭の一環として行われていた）、岐阜県の重要無形民俗文化財に指定されている。
その他、毎年8月第2日曜日には、岐阜市観光コンベンション課により「長良川水と火の祭典．手力の火祭・夏」が長良川河川敷で開催されている。迫力は本祭さながらである。

### 主な行事[2]
大祭
- 2月22日：祈年祭、粥杖神事
- 4月第二土曜日：春の大祭（手力の火祭）
- 10月22日：秋の大祭
- 11月22日：新嘗祭

中祭
- 1月1日：歳旦祭
- 1月3日：元始祭
- 2月11日：紀元節祭
- 2月23日：天長節祭
- 12月9日：地久節祭

小祭
- 7月14日：夏祭
- 10月第2土曜日：忠魂碑慰霊祭
- 11月15日：七五三
- 12月31日：除夜祭
- 毎月1日・15日：月次祭

## 文化財
岐阜県指定文化財
- 手力雄神社火祭り（重要無形民俗文化財）[9]

岐阜市指定文化財　
- 木造僧形神像（彫刻）[10]
- 神酒壺（工芸品）[10]

## 手力雄神社（岐阜市）と手力雄神社（各務原市）の関係
各務原市の那加手力雄神社の祭神の天手力雄神は、戸隠神社の影響が強いといわれている。事実、本殿の軒に龍の彫刻があり、龍に関わる話が伝わっているが、これは戸隠神社の九頭竜社の影響という。
岐阜市の手力雄神社は、貞観2年（860年）、朝廷の宮中の祭神を分祀したもので、元々の祭神は伊勢神宮の天手力雄神であるという。手力雄神社は長森13ヶ村の郷社であり、那加手力雄神社は那加13ヶ村の郷社である。
両社は距離も近く混同されやすい。両社では間違えないように呼びかけている。

## 交通アクセス
- 名鉄各務原線 手力駅から南へ徒歩で約5分。
- 373バス（岐阜市コミュニティバス）「美濃正」バス停留所から南へ徒歩で約2分。または、同「長森南交番」バス停留所から東へ徒歩で約5分。